# Partito del Lavoro (Svizzera)
Il Partito del Lavoro nel Grigioni italiano o Partito Operaio e Popolare nel Canton Ticino (in tedesco Partei der Arbeit der Schweiz; in francese: Parti Suisse du Travail - Parti Ouvrier et Populaire; in romancio: Partida svizra da la lavur), è il nome con cui si identifica uno dei partiti comunisti della Confederazione Elvetica.
Il partito diviso in sezioni cantonali e intercantonali, assume diversi nomi. In lingua francese è chiamato Parti Suisse du Travail, in taluni cantoni francesi è chiamato Parti Ouvrier et Populaire, in quelli in lingua tedesca Partei der Arbeit der Schweiz, in quelli in lingua italiana è chiamato Partito Operaio e Popolare o Partito del Lavoro.
Alle elezioni del 2011 ha perso il suo unico seggio al parlamento svizzero dove era presente l'unico rappresentante del partito, Josef Zisyadis. Alle elezioni pur perdendo il seggio ha guadagnato insieme Solidarietà nella coalizione La Sinistra lo 0,2%. Nel 2015 il seggio viene ricuperato con l'entrata in Consiglio Nazionale di Denis de la Reussille.

## Storia
Il Partito Svizzero del Lavoro è stato fondato il 14 ottobre 1944, dopo quattro anni di clandestinità dovuta all'interdizione del Partito Comunista Svizzero che era stato messo al bando il 29 novembre 1940.
Il nome del partito fu scelto per superare i divieti decretati dal parlamento svizzero durante gli anni della seconda guerra mondiale e rimasti in vigore fino agli anni '70 del '900.

## Nel Cantone Ticino
La sezione ticinese del partito, durante un congresso straordinario tenutosi il 16 settembre 2007 ha, a larghissima maggioranza, deciso di cambiare nome in "Partito Comunista", riprendendo così il nome originale e riorientando la linea politica su una prassi più coerente con il marxismo e il leninismo e critico nei confronti del Partito della Sinistra Europea, entrando così in conflitto con il partito nazionale retto da Norberto Crivelli, esponente socialista passato ai comunisti negli anni '80. Nel 2014 la sezione ticinese venne espulsa dal Partito Svizzero del Lavoro. In seguito a ciò, dal Partito Comunista si staccò un gruppo di persone e da tale divisione nacque il Partito Operaio e Popolare, attuale sezione ticinese del Partito Svizzero del Lavoro. La sezione del Canton Grigioni, confinante con il Canton Ticino, è completamente confluita nel Partito Comunista. Ad oggi, la sezione grigionese del Partito Svizzero del Lavoro è dunque sciolta.

## Risultati elettorali
| Anno | % di voti | Seggi |
| ---- | --------- | ----- |
| 1947 | 5.1%      | 7     |
| 1951 | 2.7%      | 5     |
| 1955 | 2.6%      | 4     |
| 1959 | 2.7%      | 3     |
| 1963 | 2.2%      | 4     |
| 1967 | 2.9%      | 5     |
| 1971 | 2.6%      | 5     |
| 1975 | 2.4%      | 4     |
| 1979 | 2.1%      | 3     |
| 1983 | 0.9%      | 1     |
| 1987 | 0.8%      | 1     |
| 1991 | 0.8%      | 2     |
| 1995 | 1.2%      | 3     |
| 1999 | 1.0%      | 2     |
| 2003 | 0.7%      | 2     |
| 2007 | 0.7%      | 1     |
| 2011 | 0,9%      | 0     |
| 2015 | 0,8%      | 1     |
| 2019 | 1%        | 1     |